# Borssjön
Borssjön är en sjö i Karlstads kommun i Värmland och ingår i Göta älvs huvudavrinningsområde. Sjön är 8 meter djup, har en yta på 3,79 kvadratkilometer och är belägen 71,2 meter över havet. Sjön avvattnas av vattendraget Alstersälven (Alsterälven).

## Delavrinningsområde
Borssjön ingår i det delavrinningsområde (661007-138360) som SMHI kallar för Utloppet av Borssjön. Medelhöjden är 102 meter över havet och ytan är 12,7 kvadratkilometer. Räknas de 16 avrinningsområdena uppströms in blir den ackumulerade arean 144,34 kvadratkilometer. Alstersälven (Alsterälven) som avvattnar avrinningsområdet har biflödesordning 2, vilket innebär att vattnet flödar genom totalt 2 vattendrag innan det når havet efter 267 kilometer. Avrinningsområdet består mestadels av skog (41 procent) och jordbruk (13 procent). Avrinningsområdet har 3,73 kvadratkilometer vattenytor vilket ger det en sjöprocent på 29,3 procent. Bebyggelsen i området täcker en yta av 0,77 kvadratkilometer eller 6 procent av avrinningsområdet.